# Preuilly-sur-Claise
Preuilly-sur-Claise település Franciaországban, Indre-et-Loire megyében. Lakosainak száma 1027 fő (2022. január 1.). Preuilly-sur-Claise Charnizay, Bossay-sur-Claise, Boussay, Le Petit-Pressigny és Yzeures-sur-Creuse községekkel határos.

## Népesség
A település népességének változása:
| Lakosok száma | 1579 | 1553 | 1427 | 1120 | 1029 | 1009 | 1003 | 1004 | 1008 | 1027 |
|               | 1968 | 1982 | 1990 | 2006 | 2013 | 2015 | 2017 | 2019 | 2020 | 2022 |